# Нея (приток Унжи)
Не́я — река в Костромской области России, протекает по территории Чухломского, Галичского, Антроповского, Парфеньевского, Нейского и Макарьевского районов. Устье реки находится в 33 км по правому берегу реки Унжи. Длина реки составляет 253 км, площадь водосборного бассейна — 6060 км².
По реке проходит маршрут водного туризма.

## География и гидрография
Северные притоки Неи граничат с ручьями и речками, впадающими в реку Сухону, которая впадает в Северную Двину бассейна Северного Ледовитого океана. На берегах северных притоков практически отсутствуют населённые пункты. В среднем течении и в устье, река Нея становится ближе по своему строению к спокойным рекам, впадающим в Волгу. Высота устья — 85 м над уровнем моря.
На реке расположен город Нея, а также село Парфеньево — районные центры Костромской области.

## Притоки
Основные притоки Неи: Идол, Кондоба, Вохтома, Нельша — впадают слева.
(расстояние от устья)
- 18 км: река Анница (Кочуга) (лв)
- 50 км: река Каклаш (лв)
- 51 км: река без названия, в 0,8 км выше устья р. Каклаш (лв)
- 67 км: река Кондоба (лв)
- 71 км: река Номжа (пр)
- 83 км: река Нельша (лв)
- 110 км: река Мырева (лв)
- 120 км: река Ивица (лв)
- 131 км: река без названия, в 2,7 км ниже устья р. Вохтомы (лв)
- 134 км: река Вохтома (лв)
- 145 км: река Нендовка (лв)
- 154 км: река Горловка (лв)
- 171 км: река Печерда (лв)
- 179 км: река Идол (лв)
- 181 км: река без названия, у с. Макарино (пр)
- 186 км: река Мироновка (пр)
- 201 км: река Ега (лв)
- 215 км: река Верчуга (лв)

## Данные водного реестра
По данным государственного водного реестра России относится к Верхневолжскому бассейновому округу, водохозяйственный участок реки — Унжа от истока и до устья, речной подбассейн реки — Бассей притоков Волги ниже Рыбинского водохранилища до впадения Оки. Речной бассейн реки — (Верхняя) Волга до Куйбышевского водохранилища (без бассейна Оки).
Код объекта в государственном водном реестре — 08010300312110000016119.